# رحلة فتيات (فلم)
رحلة فتيات (بالإنجليزية: Girls Trip) هو فيلم درامي كوميدي أمريكي تم إنتاجه في سنة 2017 وهو من إخراج مالكولم دي لي وبطولة ريجينا هول وتيفاني هاديش وجادا بينكيت سميث وكوين لطيفة، قصة الفيلم تتكلم عن قيام مجموعة من 4 صديقات يقمن برحلة إلى نيو أورليانز لغرض حضورهن لمهرجانات موسيقية هناك وتنخرطن هناك في الرقص، والقمار والخمر و المناوشات والرومانسية التي تتخضب لها الوجنات حُمرة.
تم عرض الفيلم لأول مرة في مهرجان أفلام الأمريكيون السود في يونيو 2017 في ميامي وثم عرض على العامة في 21 يوليو 2017، وتم توزيع الفيلم عن طريق شركة يونيفرسال بيكشرز. تجاوزت مبيعات الفيلم أكثر من 140 مليون دولار أمريكي.

## البطولة
- ريجينا هول بدور راين بيرس المعلمة
- كوين لطيفة بدور ساشا فرانكلين الصحفية
- جادا بينكيت سميث بدور ليزا كوبر الممرضة والأم
- تيفاني هاديش بدور دينا
- لارينز تيت بدور جوليان ستيفنس
- مايك كولتر بدور ستيوارت بيرس
- كوفي سيريبوي بدور مالك
- كيت والش بدور إليزابيث دافيلي
- ديبورا أيورندي بدور سيموني سيتوارت
- لارا غريس بدور بيتاني
- تونيا ستيوارت بدور الخالة ماريان
- لورين توسان بدور نفسها
- إيستيل بدور نفسها

## التقييم
حصل الفيلم على تقييم 90% في موقع الطماطم الفاسدة بناءً على 135 مراجعة، وذكر النقاد في الموقع أنه من أفضل الأفلام الكوميدية التي شاهدوها وقد تم العمل عليه ببراعة لأجل هذا الهدف وأن الطاقم كانوا الأفضل. في موقع ميتاكريتيك حصل على درجة 71 من 100 وحصل على 35 نقد معظمها إيجابي.

## وصلات خارجية
- مقالات تستعمل روابط فنية بلا صلة مع ويكي بيانات
- الموقع الرسمي
- رحلة فتيات على قاعدة بيانات الأفلام على الإنترنت

لا توجد روابط لمواقع التواصل الاجتماعي.